# Бочков, Валерий Борисович
Валерий Борисович Бочков (3 апреля 1956, Крустпилс, Латвийская ССР) — русский и американский художник-график, писатель, член американского ПЕН-Клуба, создатель проекта «Новые Деньги Мира» (New World Money), лауреат премии «ADDY Award». Издается в издательствах «ZA-ZA Verlag» и «Эксмо».

## Биография
Валерий Борисович Бочков родился 3 апреля 1956 года в городе Крустпилс Латвийской ССР, где дислоцировался отдельный разведывательный авиационный полк (886 ОРАП), в семье офицера ВВС Бочкова Бориса Алексеевича (1925—1975). Мать — Бочкова Мария Алексеевна (урождённая Голикова, род. 1932).
Дед по лини отца, Бочков Алексей Андреевич (1901—1963), генерал-майор, служил в Ставке Верховного Главнокомандующего Генерального штаба СССР (1940—1963). С семи лет жил в семье деда, в Москве. Учился в спецшколе № 8 с углублённым преподаванием ряда предметов на немецком языке.
В 1975 году поступил на художественно-графический факультет МГПИ имени Ленина. Окончил факультет в 1980 году.
Ещё учась в институте начал сотрудничать как художник-график с главной редакцией периодических изданий Агентства Печати «Новости», его иллюстрации публиковались в журналах «Ровесник», «Юность», «Кругозор», в «Литературной Газете». Работал с ВАО «Интурист» над созданием фирменного стиля отелей и рекламных акций С 1980 года работал как внештатный художник АПН, рисовал иллюстрации и обложки к более 60 иллюстрированных газет и журналов, выходящих на 45 языках мира.
В 1981 был принят в Московский горком художников-графиков на Малой Грузинской, в 1983 вступил в Союз журналистов СССР. Как художник и дизайнер сотрудничал с московскими издательствами «Детская литература», «Советский писатель», «Векта». Российско-германское издательство «Протестант» пригласило Бочкова на проект по созданию подарочного издания «Евангелия от Иоанна». Проект занял три года, для сбора материала издатель отправил Бочкова в Израиль, завершённые работы — 20 полосных цветных иллюстраций демонстрировались на Франкфуртской книжной ярмарке в 1988 году.
С 1989 года пробует себя в станковой графике (гуашь, монотипия). Получает приглашение участвовать в Эдинбургском фестивале искусств, персональная выставка проходит в отеле «Скандик-краун» в 1990 году. Получает приглашение принять участие в фестивале на следующий год, выставка, в рамках фестиваля, проходит в галерее «Ганновер» (1991). Два года занимается выставочной деятельностью, живёт и работает в Амстердаме, где его как художника представляет агентство «Арчер-арт».

## Деятельность
В 1992 возвращается в Москву. Начинает работать с издательством «Коммерсантъ», принимает участие в оформлении англоязычных журналов «Гардиан» и «Коммерсант-викли» этого издательства. Рисует иллюстрации и обложки к журналам концерна «Индепендент Медиа»: « Космополитен», «Домашний Очаг», «Бизнес-ревью», газете «Москоу-таймс». Как художник-иллюстратор работает с журналами «VIP», «Vogue». В издательстве «Векта» иллюстрирует подарочное издание «Сказки Пушкина», иллюстрации демонстрируются на персональной выставке на Крымском валу в 1994 году. Вторая выставка проходит через год, Бочков показывает иллюстрации к сказкам братьев Гримм и полному собранию Карла Мая.
С 1996 года работает креативным директором в компании «Информбанк», в качестве главного художника разрабатывает визуальную концепцию журналов «Дилижанс», «Терра Инкогнита», журнала «Туризм», занимается рекламой туристического сектора фирмы. Через год принимает приглашение рекламного агентства «Грей Москва» и начинает работать арт-директором с ведущими клиентами агентства «Проктер энд Гэмбл», «Марс» «БМВ». С 1999 становится директором эксклюзивной креативной группы, обслуживающей компанию БАТ, руководит созданием рекламной кампании «Золотая Ява. Ответный удар», запуском новых брендов на российском рынке «Вог» и «Кент».

### США
В 2000 году уезжает в США. Полгода работает креативным директором в Нью-Йоркском офисе «Грей» (Grey Advertising) продолжает работать над рекламной кампанией «Ответный удар». В 2001 году переезжает в Вашингтон, где основывает творческую студию «The Val Bochkov Studio», которая сотрудничает в сфере визуальной коммуникации с ведущими рекламными и пиар агентствами США. Для канала «Дискавери» разрабатывает визуальную концепцию популярных программ «Dirty Jobs», «Shark Week», «Tanked» и других. Участвует в создании сериала «Призонер», канал Эй-Би-Си. В 2001 году за участие в проекте «Greedy TV» награждён «ADDY Award».
В полиграфии Бочкова представляет международное агентство Донны Розен. Среди клиентов основные периодические издания США и Европы, Национальная опера (Кеннеди-Центр), культурные и филантропические организации, правительственные учреждения.
В 2008 году после глобального экономического кризиса выступает с манифестом о создании новой глобальной валюты «Новые Деньги Мира» (New World Money), арт-проект находится в развитии, в него уже входит более сорока плакатов с изображением культурных икон двадцатого века. Работы находятся в частных коллекциях, в музеях и галереях.

### Писательский стиль
Проза Бочкова характеризуется динамичным, непредсказуемым сюжетом с внимательным анализом эмоционального состояния персонажей. Романы отличаются философской глубиной и эстетикой, но при этом остаются увлекательными, демонстрируя успешное сочетание интеллектуальной прозы с остросюжетной беллетристикой. Бочков глубоко русский прозаик, он умело использует всё богатство наследия лучших образцов русской литературы, но при этом он не повторяется, а выходит на новый уровень, его язык современен, его сюжеты — это сюжеты нового тысячелетия. 
«Отточенный слог. Разнообразие приемов: то жесткий, сильный напористый ритм, волевые интонации, — Бочков хорошо знает все про динамику произведения, он не дает времени остановиться, он даже подгоняет его, если того требует образ! — то тончайшая лирика затишья, озерной глади, погружения в себя, в воздух летящего облака, в туман боли.» 
Елена Крюкова. «Лед и огонь». О творчестве В. Бочкова 

### Избранная критика
- Олег Дарк. Книжная полка Олега Дарка (О романе Валерия Бочкова «К югу от Вирджинии») // Новый мир. — 2014. — № 7.
- Лиля Панн. Art is difficult (О романе Валерия Бочкова «Коронация Зверя») // Знамя. — 2017. — № 8.
- Станислав Секретов. Крест истории (О романе Валерия Бочкова «Латгальский крест») // Урал. — 2019. — № 7.

### Литературные журналы
Публиковался в журналах «Знамя», «Октябрь», «Волга», «Новая Юность», «Слово», «Дружба народов».

## Премии и награды
- 2013 — лауреат Русской премии
- 2016 — лауреат премии Эрнеста Хемингуэя